# Altenhammer (Flossenbürg)

Hochwasser am 28. Mai 2006

Hochwasser am 28. Mai 2006

Altenhammer ist ein Ortsteil der Gemeinde Flossenbürg im Landkreis Neustadt an der Waldnaab in Bayern.

## Geographie
Das Dorf Altenhammer befindet sich zwischen dem Markt Floß und der Gemeinde Flossenbürg, welche circa 4 bzw. 2 km entfernt liegen. Die tschechische Grenze befindet sich in einer Entfernung von circa 6 km Luftlinie.
Eine Besonderheit zeigt sich in der doppelten Verwaltung Altenhammers. Der Ablauf des Gaisweihers, einer beliebten Bade- und Campingstelle in Flossenbürg, heißt Gaisbach und fließt mitten durch den Ort. An dieser natürlichen Grenzlinie entlang verlaufen die Grenzen der beiden Verwaltungsgebiete, deshalb spricht man auch vom „geteilten“ Altenhammer. Die Grundstücke an der Ostseite des Gaisbachs gehören zu Flossenbürg, während diejenigen an der Westseite zu Floß gehören. Außerdem ist ein Ortsteil des Markts, Floß-Tannenweg, direkt an Altenhammer angegliedert.
Weitere Nachbarortschaften von Altenhammer sind die Gaismühle im Norden, Flossenbürg im Osten sowie die Rückersmühle im Südosten. Alle drei Gemeindeteile gehören zur Gemeinde Flossenbürg. Folgende Gemeindeteile gehören zum Markt Floß: Würzelbrunn im Süden, Plankenhammer im Südwesten sowie Gösen im Westen.
Altenhammer kann in vier Bereiche gegliedert werden: den Kleeberg am nordöstlichen Ortsende, den Kapellenberg am südöstlichen Ende, den ehemaligen Waffenhammer im Südwesten und in die Ortsmitte.

## Geschichte

### Erstmalige Erwähnung und geschichtliche Entwicklung bis zum 17. Jahrhundert
Die erstmalige Erwähnung der Ortschaft stammt aus dem Jahr 1280, wo von einem „hamer Vnder Flozz“ die Rede ist. Es existieren weiterhin Quellen von 1374 aus Neuburg, welche ebenfalls auf Altenhammer verweisen: „[...] den kauffbrief Ulrichs Heckel zu Floß, Besagent sein Hamerstat an dem Wasser Floß genannt [...]“. In der Oberpfälzer Hammereinigung von 1387 wird „Hans Wagner, mit dem hamer zu Floß“ genannt.
Am 31. August 1448 gab Herzog Ludwig zu Bayern-Landshut seine Hammerstatt, unter dem Schloss Floß gelegen, genannt zum Altenhammer, dem Wastian Oettenhuber, damit dieser den Hammer zu einem Schienhammer machen sollte.
Um 1580 war der Hammer öd gelegen, denn im Steuerbuch des Marktes und Gerichts Floß heißt es: Hannß Müllner Bestanntts Inhaber des Ödenn Hamers versteuertt sein Varnus ... 1 fl. Nach dem Verzeichnis der Bürger zu Floß und Flossenbürg vom 4. Mai 1585 wird auf dem „Alltter Hamer“ der Bestandsinhaber (Pächter) „Bartl Eschennwegkh“ († 1601) genannt, er hatte diesen von seinem Vater „Niclaß Eschenbeck seel.“ übernommen. Im Lehenbuch der Herrschaft Floß von 1594–1610 wird unter dem gleichen Pächter noch von dem öden „Alttenhammer“ gesprochen, 1598 hatte er dort eine Schneidmühl errichtet. 1626 war dort Hannß Widenman der Besitzer, 1640 und 1652 wurde „Hannß Huzler“ († 1688) als Besitzer einer „Mühl mit zweyen gängen vnd ein Schneidtmühlkstein“ genannt. Der Hammer bestand nach dem Dreißigjährigen Krieg wieder, denn in dem Salbuch des Landgerichts Parkstein, Weiden und der beiden Ämter Vohenstrauß und Flossenbürg, „vidim 28. September 1658“ heißt es zum Nyderhammer zue Floß: item der egenant Hamer ist erst erpaut worden vnd wirt geben anno ect. 18 4 Pfund Pfennig. Der nächste Besitzer des Altenhammers war der Hammermeister vom Plankenhammer, Georg Frank († 1689). Am 18. November 1695 tauschte Georg Urban seinen Altenhammer gegen die Blendersmühle bei Floß vom Pfalzgraf Christian August, der dort ein neues Werk errichten ließ. Es heißt hierzu in einer Urkunde:

„Demnach bei dem durchlauchtigsten Fürsten [...], Christiano Augusto, [...] in Bayern Herzog [...] untertänigst zu erkennen gegeben, dass er [...] vernommen, als wären Seine hochfürstl. Durchlaucht gewillt, ein Hammerwerk in dem Pflegeamt Flossenbürg aufrichten zu lassen und dass dazu u. a. seines Bruders Mühle, ein altes, befreites Hammergut, in Vorschlag gekommen sei. [...]

Wenn ein Tausch mit der hochfürstl. Blendersmühl beliebet werden möchte, würde sich Urban auf dem Altenhammer willigst zu Verhandlungen einfinden.“

### Geschichtliche Entwicklung seit 1700
Am 1. März 1696 wurde der Altenhammer dem Hammeraufseher Wolff Bantzer übergeben. Im Jahr 1700 erwog die fürstliche Hofkammer in Sulzbach, in Altenhammer einen Hochofen zu errichten, jedoch scheiterte dieses Vorhaben aufgrund einer Verschlechterung der Situation in der Eisenindustrie. Zu dieser Zeit verzeichnete Altenhammer laut Berichten aus dem fürstlichen Pflegeamt in Flossenbürg „6 Familien, darunter 4 Inleut“. Letztere sind vergleichbar mit Einwohnern ohne eigenen Besitz, wie Arbeiter, Tagwerker oder Hirten. 1771 zählte man bereits „7 Familien, darunter ein Polierer, zwei Schmiede, zwei Schleifer, ein Zimmermann, ein Kohlenbrenner und ein Waffenschmied“.
Um 1705/06 hörte man von dem Ratsbürger Kaspar Sperl, der die Verpflichtung übernommen hatte, das Eisen vom Hammer zu verfrachten und dafür ein herzogliches Salzmonopol erhielt. EDaniel Sperl pachtete 1709 das Ökonomiegut Altenhammer, auch er erwarb ein herzogliches Salzmonopol, da er die Verpflichtung einging, das erzeugte Eisen des Hammers an die Donau flussabwärts zu verfrachten und von dort das kostbare Salz wieder mitzubringen. 
1756 hörte man von Georg Niclas Sperl († 1754), der sich gegen den Waffenschmied Balthasar Zettl beschwerte, da dieser Hammerarbeit verrichte. Dem Zettl wurden daraufhin von der Regierung in Sulzbach Amboss und Schmiedhammer beschlagnahmt. Nachdem dieser aber nachweisen konnte, dass seine Vorgänger bereits altes Eisen geschmolzen und verkauft haben und er alle Steuern bezahlt habe, wurde ihm am 30. Juli 1756 durch „gnädigste Resolution“ sein Werkzeug wieder zurückgegeben. Der Waffenhammer war am 6. August 1726 durch Herzog Theodor Eustach für 60 fl an den Huf- und Waffenschmied Balthasar Altrenöder ein Grundstück zur Erbauung einer Waffenschmiede verkauft worden. Dieser „Ortsteil“ vom Altenhammer bekam im Volksmund den Namen Waffenhammer, welcher den Inhabern in kurzer Zeit zu Wohlstand verholfen haben soll. Es kam der Spruch auf: „Mit jedem Hammerschlag dem Herrn einen Kreuzer in die Tasche.“ Am 3. Mai 1826 wurde der Waffenhammer aus der Gangtmasse des Waffenschmieds Simon Zettl von Franz Friedrich Bernhard von Sperl zum Sperlbesitz Altenhammer um 2600 fl dazugekauft.

### Der Beginn der Unabhängigkeit
Bis zu Beginn des 18. Jahrhunderts mussten die Bewohner Altenhammers noch Frondienste an Flossenbürg und Parkstein leisten:

„Endlich muß auf der Sägmühl der hochfürstl. Herrschaft jährlich eine Anzahl Bretter um den halben Lohn geschnitten oder 4 Tage mit der breiten Hacke Scharwerk zu dem Haus Flossenbürg geleistet werden.“

Dies änderte sich im Jahre 1734. Es bot sich den Besitzern die Möglichkeit, den Altenhammer oder Sperlhammer, wie er dann umgangssprachlich bezeichnet wurde – mit allen Sonderrechten und Privilegien vom verschuldeten sulzbachischen Herzog Karl Philipp zu kaufen. Der Kauf, von dem folgender Vertrag überliefert ist, lautet wie folgt:

„Wir von Gottes Gnaden Karl Philipp, [...] in Bayern Herzog [...], tuen hiemit kund [...], dass nachdem Wir [...] zu einiger Abtilgung der [...] Schulden für ratsam befunden, ein und andere Güter und Grundstücke und unter solchen auch das Hammerwerk ob Floß zu verkaufen, und nun solches sich der dermalige Beständner dieses Hammerwerks, Nikolaus Sperl, als Käufer gebührend gemeldet und angegeben [...], beschlossen und ihm all Obiges käuflich zu überlassen paktiert [...] wie folgt. [...] Käufer soll für all Obiges 9000 Gulden Kaufschilling dergestalten bezahlen, dass er gleich bar bezahlt 7000 Gulden und die übrigen 2000 Gulden aber nächstkünftig Allerheiligen völlig abführt [...]. Gleichwie nun die 7000 Gulden bereits bar und ohne Abgang erleget sind, also wird auch Käufer darüber in bester Form rechtens quittiert [...], ruhigen Besitz wirklich gesetzet [...]. Urkundlich haben Wir gegenwärtigen Kauf- und respektive Quittungsbrief gnädigst genehmet und [...] bestätigt, auch solche dem Käufer zu Händen stellen lassen. So gegeben und geschehen Sulzbach, den 13. Juli, nach Christi unseres einzigen Erlösers und Seligmachers gnadenreicher Geburt des eintausend siebenhundert und vierunddreißigsten Jahres.“

Die Familie Sperl erhielt die niedere Gerichtsbarkeit, das Fisch- und Jagdrecht, durfte Bäche aufstauen und Gräben ziehen, kein Amtsknecht durfte ohne ihre Zustimmung die Ortsgemarkung betreten, sie waren nur der Regierung zu Gehorsam verpflichtet.

### Vom Eisenhammer zur Spiegelschleife
Im Laufe der Zeit verlor die oberpfälzische Eisenindustrie immer mehr Boden gegenüber der englischen und der rheinischen, und die Situation im mittlerweile stattlichen Gut Altenhammer verschlechterte sich immer mehr. Deshalb versuchte man, den Altenhammer noch kurzfristig zu retten, indem man sich ab 1740 auf das Polieren von Glas umstellte. Nicolaus Sperl hatte die Genehmigung zur Errichtung einer Glasschleife bekommen. 1740 waren dort ein Spiegelfabrikant namens Christoph Wiesender und der Poliermeister Georg Wolfgang Siegelin mit Gesellen tätig. 1755 wurde das Herrenhaus fertiggestellt.

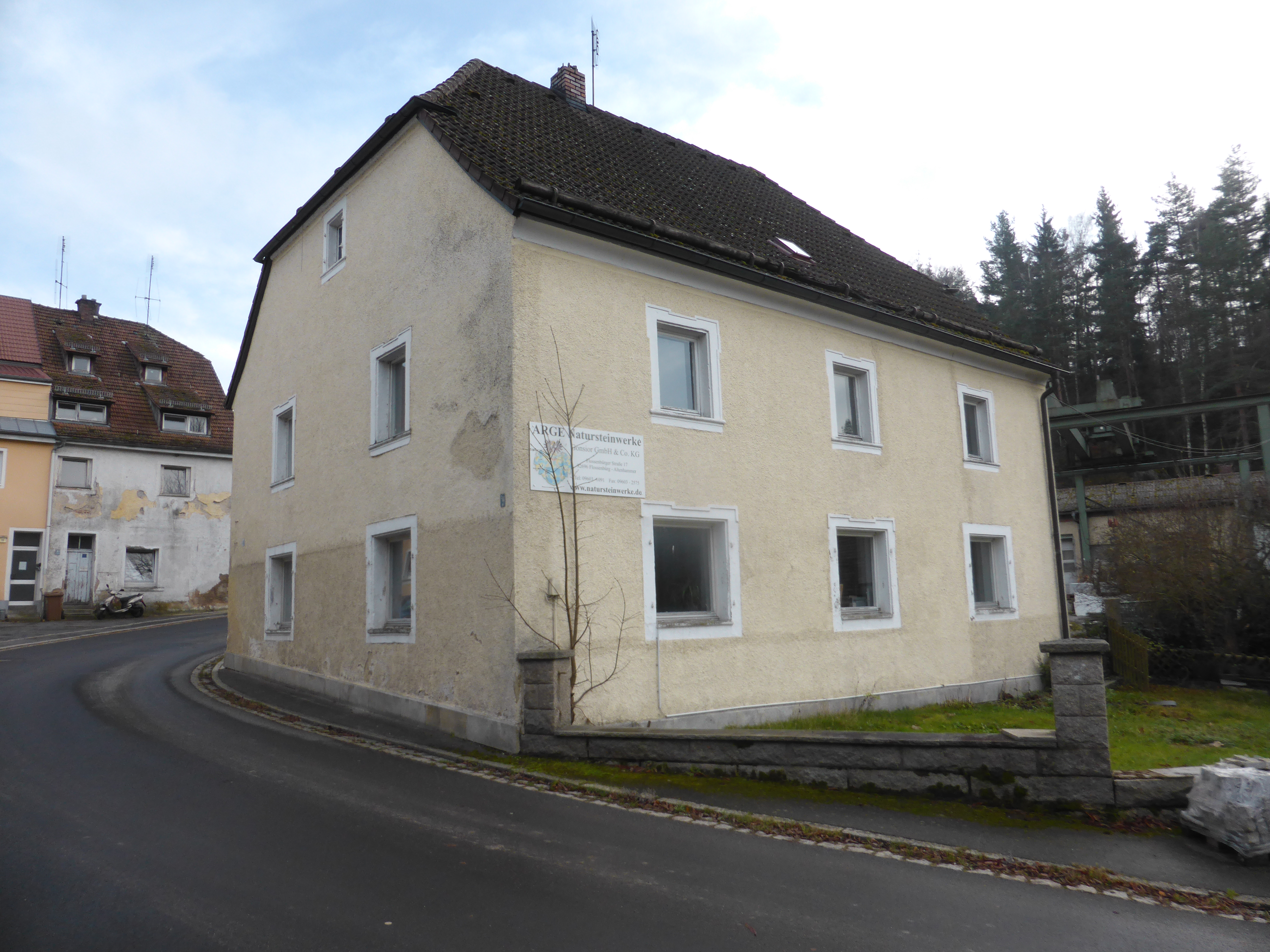
„Schlössl“ von Altenhammer, im Türgewände findet man die Inschrift „GNS – 1755“, die an den Erbauer Georg Nikolaus Sperl erinnert

1782 übergab Niclas Sperl († 1784) sein Gut an seinen Sohn Franz Friedrich Bernhard (* 1751). 1808 verlor Bernhard Sperl nach der Gerichtsreform die niedere Gerichtsbarkeit. 1829 wurde er in den Adelsstand erhoben. Er kaufte den Waffenhammer zum Altenhammer hinzu. 1820 tauschten Georg Friedrich von Sperl, der den Altenhammer von seinem Vater erhalten hatte, diesen mit Johann Christoph Bernhard von Sperl vom Hammer Trevesen.
Im Urkataster von 1841 wird als Hammergutsbesitzer „Christoph von Sperl“ genannt. Er hatte dort eine Mahl-/Schneidmühl, die Gerechtigkeit für einen Hochofen, einen Zain- und zwei Stabhämmer. Den Betrieb hatte er von seinen Eltern, Franz Bernhard und Christiane von Sperl um 25.000 fl übernommen.
Unter seinem Nachfolger, Heinrich Christian von Sperl, war der Ruin des Eisenwerkes aber nicht mehr aufzuhalten, und das Geschäft brach mit der Errichtung der Maxhütte vollends zusammen. 1880 kam es zur Zwangsversteigerung, bei der die in Floß ansässige Gesellschaft Gebrüder Steinhardts Söhne den Altenhammer kaufte. Die Firma erfreute sich während des ersten Jahrzehnts der Beihilfe von Seiten des wohlhabenden Privatmanns Johann Meissner. Er war anfangs Mitinhaber des Altenhammer, stieg aber nach dem ersten Jahr wieder aus. Ab diesem Zeitpunkt war das Hammerwerk für immer außer Betrieb. Die Firma betrieb dafür ausgedehnte Schleif- und Polierwerke, eine Spiegelglasfabrik, eine Mahl- und Sägemühle, große Steinbrüche und auch Landwirtschaft. Fast jedes Haus, das am Gaisbach lag, wurde zu einer Glasschleife oder Poliere ausgebaut. Das Geschäft ging sehr gut und sogar das Ausland wurde beliefert.
Bauanträge, die von der Firma Steinhardt eingereicht wurden:
| Datum           | Auftrag                                     |
| --------------- | ------------------------------------------- |
| 15. Mai 1922    | Errichtung eines Stall- und Schleifgebäudes |
| 17. August 1923 | Bau eines Schleif- und Polierwerks          |
| 20. Juli 1923   | Bau einer Schmiede mit Wohnung              |
| 20. Januar 1925 | Errichtung eines Arbeiterwohnhauses         |

1928 entsprach das Glas aufgrund von Vernachlässigung nicht mehr den Qualitätsansprüchen. Die Firma kam somit in finanzielle Schwierigkeiten. Der letzte Versuch, die Firma zu halten, war die Gründung einer Aktiengesellschaft, doch konnte sie am Ende nicht mehr gerettet werden und musste schließlich 1931 den Konkurs anmelden.
1933 erwarb Walter Obavsky die Fabrikhalle in der Ortsmitte und errichtete darin einen Betrieb zur Herstellung von Cellophanwurstdärmen. Dieser Betrieb galt zum Teil als Versuchsbetrieb und wurde von der Reichsregierung finanziell unterstützt. Die dabei anfallenden, ungenügend gereinigten, Abwässer vernichteten den gesamten, vormals sehr reichen Fischbestand des Floßbachs, der durch Altenhammer fließt. Diese Fabrik musste, da sie schon lange Jahre stillgelegt und baufällig war, dem Straßenbau im Jahre 1981 weichen.
Nach einem weiteren Verkauf Altenhammers wurden die bereits angelegten Bachläufe mit ihren starken Gefällen durch Einbau von Turbinen mit Generatoren zur Stromerzeugung genutzt. Dabei entstanden die Kraftwerke Kleeberg und Waffenhammer. Letzteres wurde durch den Bau des neuen „Werkbaches“ 1935 mit Wasser versorgt, wobei der Sägeweiher als Wasserspeicher diente. Die Glas- und Polierwerke wurden stillgelegt. Sie waren es, die den Verlust des Alleinbesitzes seit 1280 einleiteten. So wurden bereits in den späten 1930er Jahren die ersten Häuser verkauft. 1934 erwarben Krapf und Trinklein aus Weiden den Altenhammer.

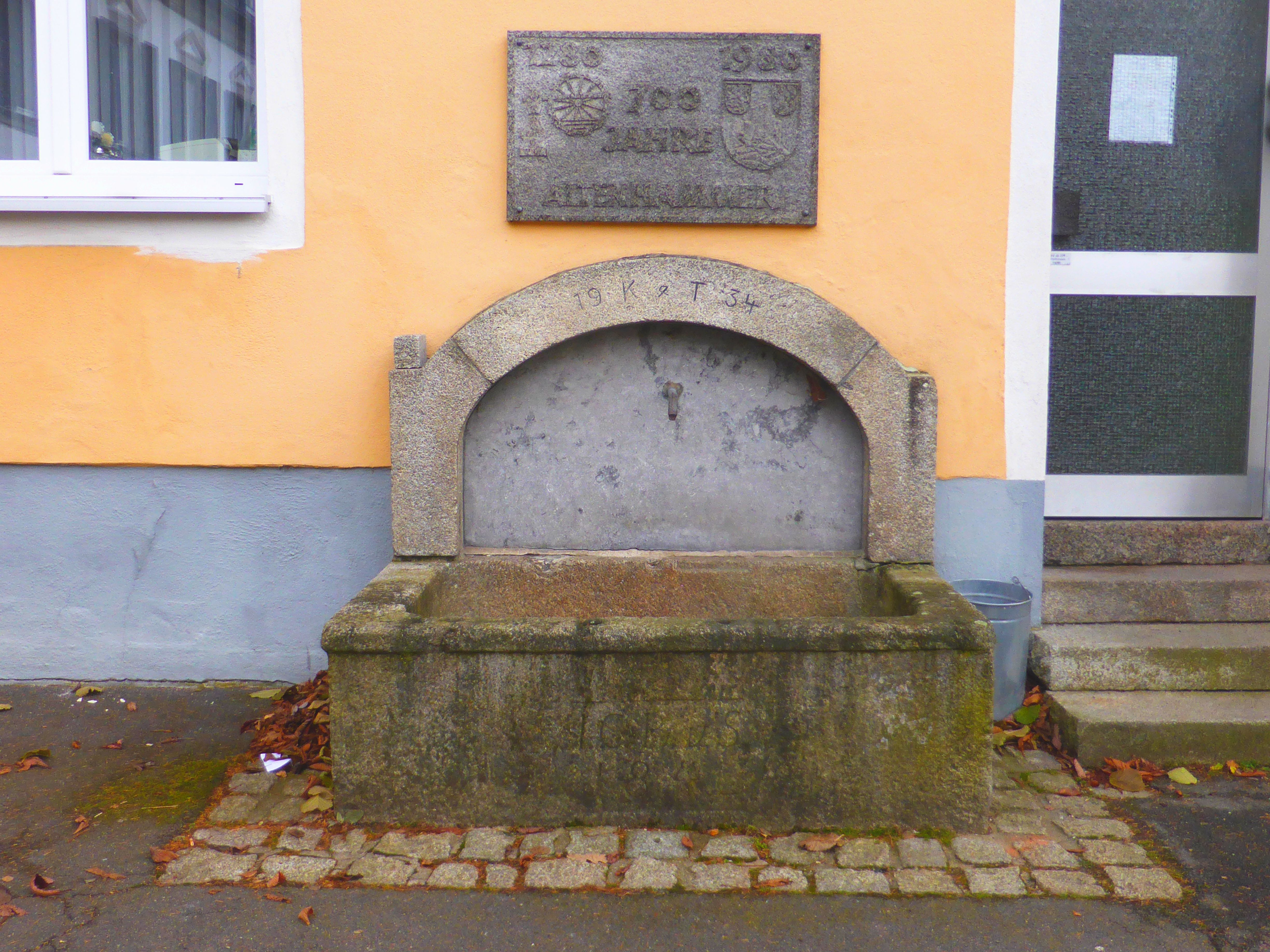
Brunnen in Altenhammer, Inschrift „I.C.B.v.S – 1841“ und im Bogen „K & T“, die an die Firma Kraft & Trinklein erinnert

Das neue Gutshaus wurde 1936 zu einem Gasthaus umgebaut und somit die Gaststättenkonzession vom früheren „Nägerwirtshaus“ ins umgebaute Herrenhaus verlegt. Damit konnte die bereits 1721 erteilte Schankerlaubnis nun gewinnbringend genutzt werden.
Nachdem der Gastwirt Heinrich Güntner das Gasthaus zwei Jahre lang in Pacht hatte, kaufte er es am 16. Januar 1939.
Nach dem Verkauf weiterer Häuser wechselten auch viele Steinbrüche ihren Besitzer. Diese bildeten damals den Haupterwerbszweig der Bevölkerung.
Vom Dezember 1944 bis 16. April 1945 während des Zweiten Weltkrieges bestand ein Konzentrationslager der SS als Außenlager des KZ Flossenbürg im Ort. In den letzten Kriegsjahren wurde ein Teil der Regensburger Messerschmittwerke nach Flossenbürg verlegt, wobei auch eine Produktionsstätte in Altenhammer zum Bau der Messerschmitt Bf 109 errichtet wurde. Sie hatte einen eigenen Gleisanschluss. Diese Halle wurde gleich nach dem Krieg wieder abgebrochen. Der dort vorhandene Gleisanschluss wurde bis zum Abbau der Gleisanlagen als Verladestation für Steine und andere Güter verwendet. Im März 1945 arbeiteten 618 Häftlinge für Messerschmitt, weitere 22 für das Kommando Wissenschaftliche Abteilung.
1948 pachtete Walter Obavsky die Elektrizitätswerke von der Firma Krapf und Trinklein, musste diese aber wegen Wassermangels nach einem Jahr aufgeben. 1951 musste auch die Firma Krapf und Trinklein den Konkurs anmelden.
Danach erwarb der Kaufmann Xaver Männer aus Cham 1953 die Elektrizitätswerke mit den dazugehörigen Weihern, Wasserrechten und Bachläufen. Durch den Konkurs der Firma Krapf und Trinklein ging auch das Eigenjagdrecht des Altenhammer verloren und wurde in die Gemeindejagd Flossenbürg eingegliedert.
1955 wurde das ehemalige Dampfwerkgebäude umgebaut und an die Leichtmetallgießerei Schulte & Schmidt aus Nürnberg verpachtet. 1976 erweiterte die Firma Schulte & Schmidt wegen starker Expansion ihren Betrieb und errichtete auf dem ehemaligen Bahnhofsgelände in Flossenbürg ein neues Fabrikgebäude. Damit verließ der letzte Industriebetrieb Altenhammer.

### Die Eisenbahn in Altenhammer
Am 28. Mai 1898 beantragte die Firma Gebrüder Steinhardt beim königlichen Staatsministerium die Genehmigung technischer Vorarbeiten für eine Lokalbahn Floß–Flossenbürg, an der bei Kilometer 5 die Haltestelle Altenhammer errichtet werden sollte. Der Antrag erwies sich aber nicht als erfolgreich und wurde wegen zu hoher Kosten abgelehnt.
Am 21. September 1902 wurde von der Gemeinde Flossenbürg ein zweites Gesuch eingereicht mit der Begründung, dass der Verkehr zwischen Floß und Flossenbürg immer stärker werde, sodass eine Bahnlinie ein unabdingbares Bedürfnis geworden sei. Dieser Versuch scheiterte jedoch ebenfalls; so auch das dritte Gesuch, das am 12. April 1904 an die Staatsregierung eingereicht wurde.
Am 7. November 1906 wiederholte die Gemeinde Floß ihre Bitte um Bau der Bahn, und die Firma Steinhardt schrieb am 16. November, dass sie beabsichtigte, in Altenhammer eine neue Fabrik zu errichten, die jährlich 1500 Waggons versenden würde. Täglich bräuchte man dann für diesen Betrieb 25 bis 30 Waggons Kohle und andere Materialien. Nach nochmaliger Prüfung und Kostenberechnung konnte die Bahn dann doch gebaut werden. Nach ihrer Fertigstellung wurde die Bahnstrecke Floß–Flossenbürg am 1. Mai 1913 eingeweiht.
Im Jahre 1959 wurde der Personenverkehr aufgrund von Unrentabilität eingestellt; die völlige Stilllegung der Bahn erfolgte am 27. Mai 1973. Wenig später wurden die Gleisanlagen abgebaut und die Grundstücke veräußert.

## Wirtschaft
In Altenhammer ist der Granitabbau der vorherrschende Industriezweig; dafür ist die Qualität des Gesteins überregional bekannt. Außerhalb des Ortes befindet sich ein Steinbruch und innerhalb Altenhammers der werkszugehörige Granitverarbeitungsbetrieb.